# Czesław Bugzel
Czesław Bugzel (ur. 29 czerwca 1887 w Poznaniu, zm. 23 lutego 1929, tamże) – zastępca przewodniczącego Rady Miejskiej Poznania, radny miejski (1919-1929), bankowiec, społecznik.

## Życiorys
Czesław Bugzel urodził się w Poznaniu jako syn Jana i Marty z Mittmanów. Ukończył szkołę handlową po której drogą samokształcenia został bankowcem. W Spółdzielni Związku Ziemian, przeorganizowanej na Poznański Bank Ziemian odbył praktykę zawodową i był w niej później dyrektorem, członkiem zarządu i rady nadzorczej. Działał do 1918 w Zjednoczeniu Młodzieży Kupieckiej, Związku Młodzieży Kupieckiej, a od 1912 jako prezes Związku Pracowników Kupieckich. W poznańskim Związku Banków był wiceprezesem, w tej dziedzinie uznawany za jednego z najwybitniejszych bankowców. 
Społecznie działał przy rozwoju Zjednoczenia Młodzieży Kupieckiej, był jego prezesem podczas i po zakończeniu I wojny światowej.
Po I wojnie światowej zaangażował się w działalność Rady Miasta Poznania i Chrześcijańskiej Demokracji (przewodniczący). Od 16 marca 1919 do śmierci w 1929 był radnym miasta, a od 1922 wiceprzewodniczącym rady miejskiej. 
Od 1923 członek Towarzystwa Miłośników Miasta Poznania.
Zmarł nagle 23 lutego 1929 i pochowany został na dawnym cmentarzu Świętomarcińskim, a później jego grób przeniesiono na cmentarz Górczyński.